# Cuesta de Santa Ana
La Cuesta de Santa Ana es una calle ubicada en la zona monumental de la ciudad del Cusco, Perú. Junto con las calles Meloc, Arones y Tordo forma la vía que comunica la Plaza San Francisco (en el centro ceremonial de la ciudad) con la Plazoleta de Santa Ana que antiguamente era el centro del barrio inca llamado Q'armenqa, el mismo que era una importante vía de ingreso a la ciudad.
Desde 1972 la vía forma parte de la Zona Monumental del Cusco declarada como Monumento Histórico del Perú. Asimismo, en 1983 al ser parte del casco histórico de la ciudad del Cusco, forma parte de la zona central declarada por la UNESCO como Patrimonio Cultural de la Humanidad. y en el 2014, al formar parte de la red vial del Tawantinsuyo volvió a ser declarada como patrimonio de la humanidad.

## Historia
En la fundación prehispánica del Cusco, crearon en el antiguo cerro “Chanapata” el barrio de Q'armenca donde se asentaron los guerreros Cañaris, quienes conformaban la guardia del Inca. Años más tarde luego de la conquista de los españoles se empezó con la repartición de los solares, este barrio fue entregado a Juan de Betanzos. El área era una plataforma ceremonial o usnu que llevaba el nombre de Markatampu, lugar donde se practicaban rituales que incluían sacrificios humanos. La erradicación de esta costumbre religiosa prehispánica quizás fue una de las razones por la cual en el siglo XVI se estableció allí un templo cristiano. De igual modo, por este sitio también cruza hasta la actualidad el Camino inca a Chinchaysuyo; se trata de parte del Qhapaq Ñan, camino que durante el periodo virreinal articuló la zona de Huancavelica –donde se extraía el mercurio– con los ricos yacimientos de plata de Potosí, en el Alto Perú. En dicha ruta, Cusco era un punto de paso muy destacado, económicamente privilegiado.
El 28 de abril de 1559, el corregidor Juan Polo de Ondegardo, cumpliendo lo ordenado por el virrey Andrés Hurtado de Mendoza, fundó la parroquia de indios de "Santa Ana" en el barrio de Q'armenqa ubicado al noroeste de la ciudad. Así, en un llano del cerro se construyó esta plazoleta así como la iglesia y una torre independiente del edificio del templo.

## Recorrido
La vía obtiene su nombre debido a la pronunciada pendiente en la que se extienden sus más de 200 metros uniendo el tejido urbano del centro histórico del Cusco con la cima del cerro Q'armenqa donde se encuentra la Plazoleta de Santa Ana. Conforme a fotografías de inicios del siglo XX, antiguamente toda la vía estaba formada por escalones de piedra, modificándose posteriormente para acoger una vía carrozable adoquinada. En su recorrido destacan el Arco de Santa Anta o "Arco de Alcabala" que es uno de los tres arcos que se encuentran en el centro de la ciudad y la Casa Guevara que fue declarada Monumento Histórico en 1972. Debido a su ubicación y a su arquitectura, constituye aún una de las vías de ingreso al centro histórico y acoge varios hospedajes y alojamientos para turistas.

#### Libros y publicaciones
- Angles Vargas, Víctor (1983). Historia del Cusco Cusco Colonial Tomo II Libro Segundo. Lima: Industrialgrafica S.A.

- Datos: Q112189317
- Multimedia: Cuesta de Santa Ana / Q112189317